# Hele Danmarks radio
|  | Denne artikel er oprettet af botten Steenthbot ud fra en ekstern database. Den kan derfor have sproglige fejl eller mangler. Denne skabelon kan fjernes efter kontrol af indholdet. |

Hele Danmarks radio er en dansk dokumentarfilm fra 1965 instrueret af Michael M. Jacobsen og Nicolai Lichtenberg og efter manuskript af Erik Witte.

## Handling
En skildring af arbejdet med optagelse og tilrettelægning af regionalprogrammerne.